# Tüdős János (ügyvéd)
Tüdős János (Debrecen, 1862. november 26. – Debrecen, 1918. január 10.) jogi doktor, ügyvéd.

## Életútja
Jogi tanulmányait Debrecenben elvégezve, joggyakorlatot folytatott Budapesten, ahol letette a doktori és ügyvédi vizsgákat. A közös hadseregnél és a honvédségnél szolgált mint egyéves önkéntes, azután tartalékos hadnagy lett. 1890-től Debrecen város közéletében számottevő szerepet vitt. A Csokonai-körben (irodalmi osztályának titkára), a Nőegyletben, a Kaszinóban, a Mentőegyesületnél, a Közhasznú munkáskertek egyesületénél, a takarékpénztárnál (1893. szeptember 23-ától ügyésze) és több közintézménynél vezérszerepe volt. Thaly Kálmán halála után 1909-ben szülővárosának I. kerülete országgyűlési képviselőnek választotta függetlenségi program alapján; hasonlóképpen az 1910-iki általános választásoknál. A Justh-párt tagja volt.

## Családja
Felesége, Kálmánchey Irén, a XVI. századi magyar reformáció meghatározó alakjának, Kálmáncsehi Sánta Márton püspöknek a leszármazottja. (1930-ban Magyar lányok hozománya címmel adott közre egy szakácskönyvet.)
Leánya, Zsindelyné Tüdős Klára, emlékiratíró, ruha- és jelmeztervező, filmforgatókönyvíró, az első magyar filmrendezőnő, néprajzkutató, az Országos Református Nőszövetség volt elnöke, aki posztumusz megkapta a jeruzsálemi Jad Vasem Intézet Világ Igaza kitüntető címet.

## Munkái
1. A Csokonai-kör Évkönyve 1890-1893. évekről. Debreczen, 1894.
2. A debreczeni takarékpénztár 50 éves története. Uo. 1896.